# ويندوز سيرفر 2003
نظام ويندوز سيرفر 2003 (بالإنجليزية: Windows Server 2003)‏ يرمز له أحياناً بالرمز (Win2K3) هو نظام تشغيل خادم انتج من قبل شركة ميكروسوفت وتم عرضه في 24 أبريل 2003 كنظام يخلف نظام ويندوز 2000، ويعتبر من قبل ميكروسوفت على أنه حجر أساس في منتجات أنظمة ويندوز سيرفر. يخلف هذا النظام نظام ويندوز المخدم 2008 الذي تم إطلاقه في 4 فبراير 2008.